# Oscarsgalan 2001
Oscarsgalan 2001 var den 73:e upplagan av Academy Awards som belönade insatser inom film från 2000 och sändes från Shrine Auditorium i Los Angeles den 25 mars 2001. Årets värd var skådespelaren Steve Martin för första gången.

## Vinnare och nominerade
Vinnarna listas i fetstil.
| Bästa film | Bästa regi |
| --- | --- |

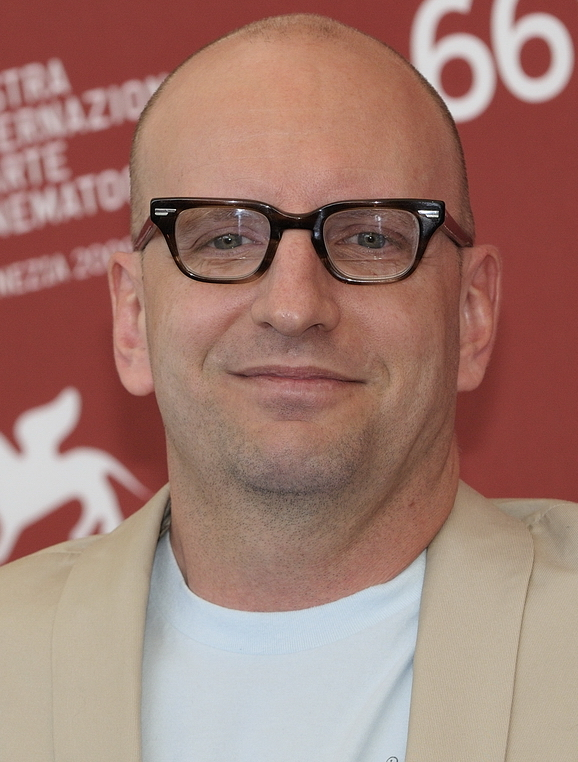
Steven Soderbergh
Bästa regi

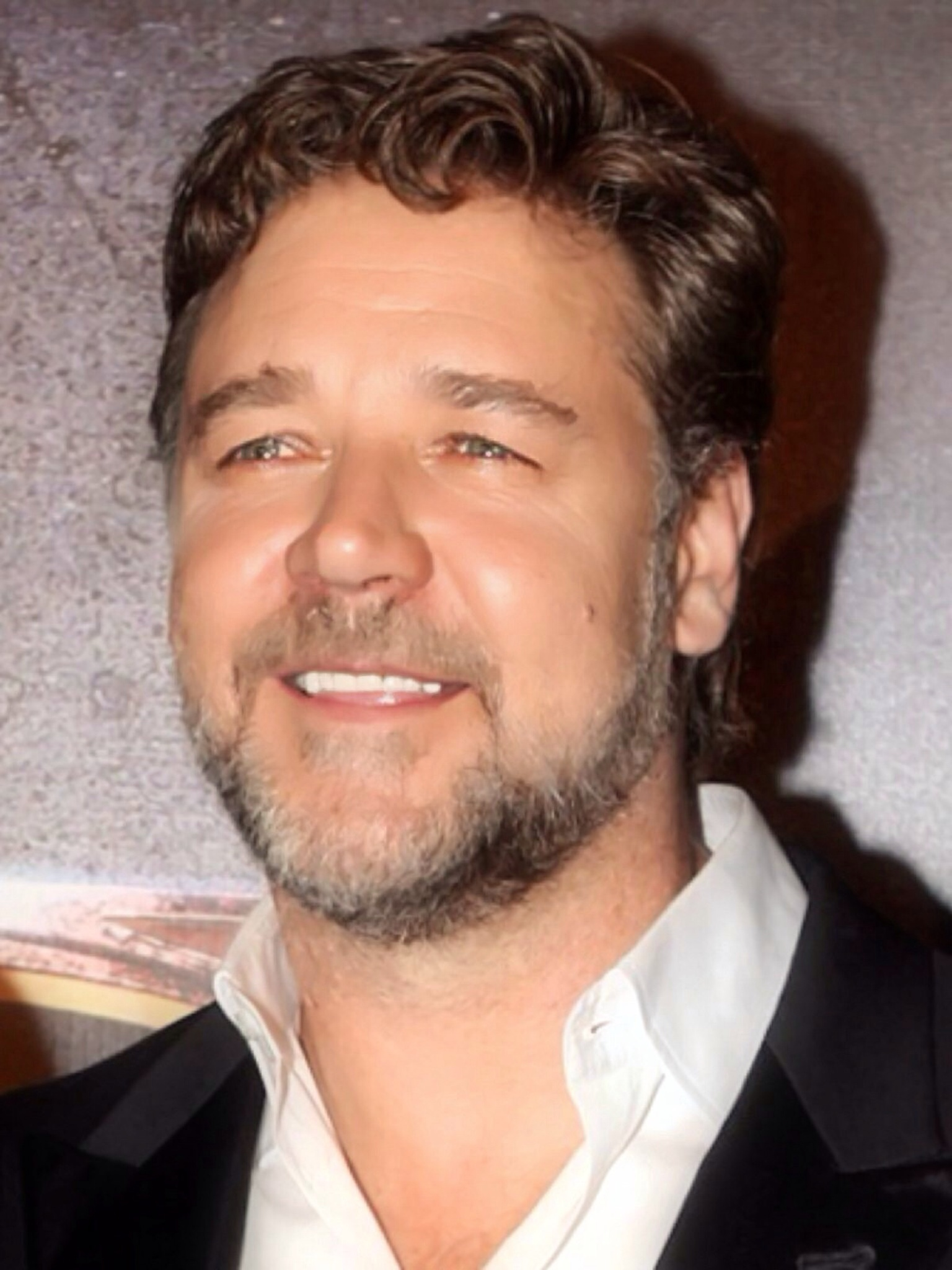
Russell Crowe
Bästa manliga huvudroll

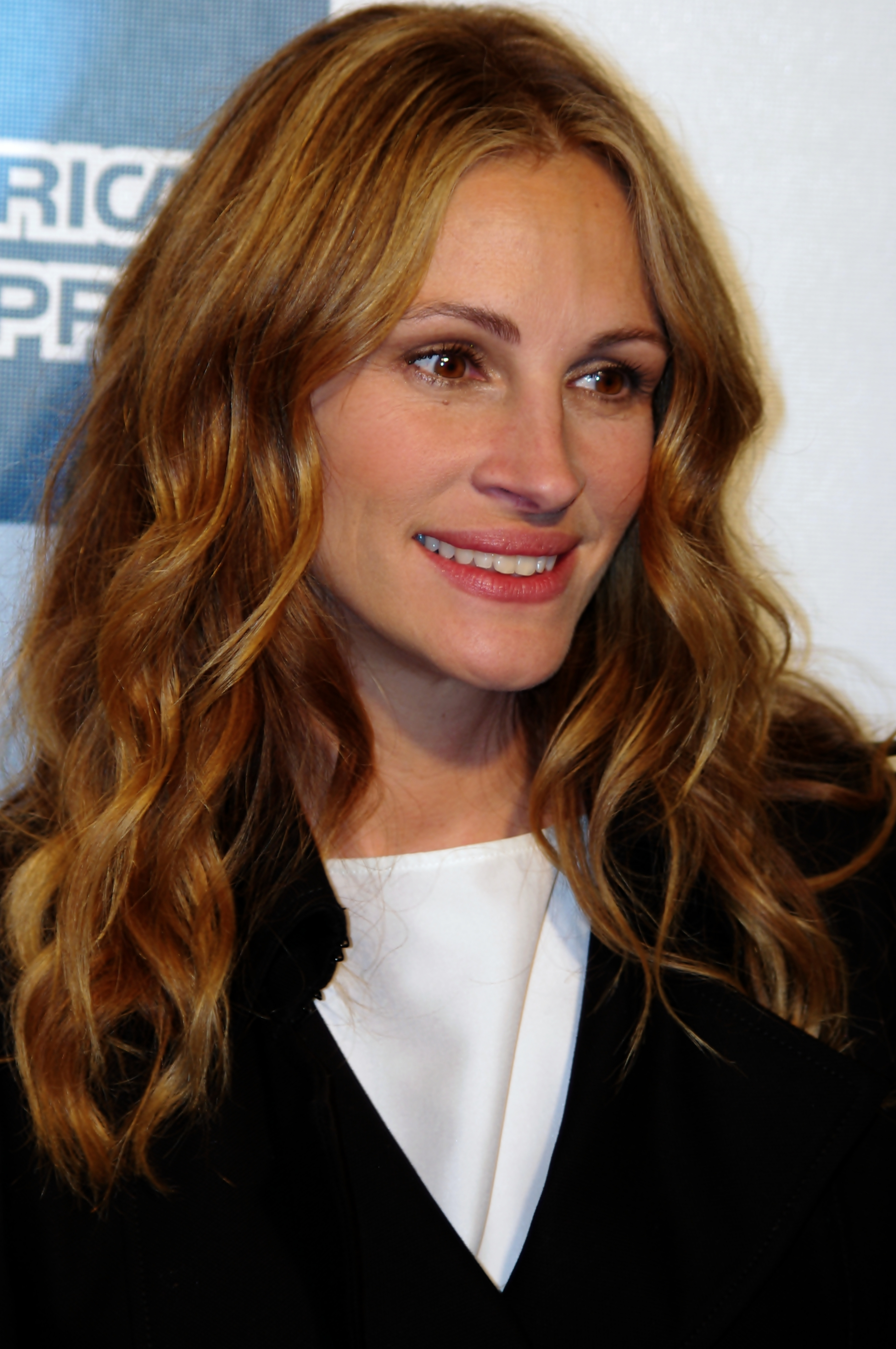
Julia Roberts
Bästa kvinnliga huvudroll

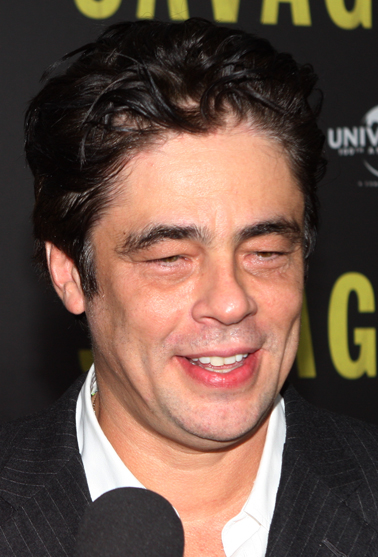
Benicio del Toro
Bästa manliga biroll

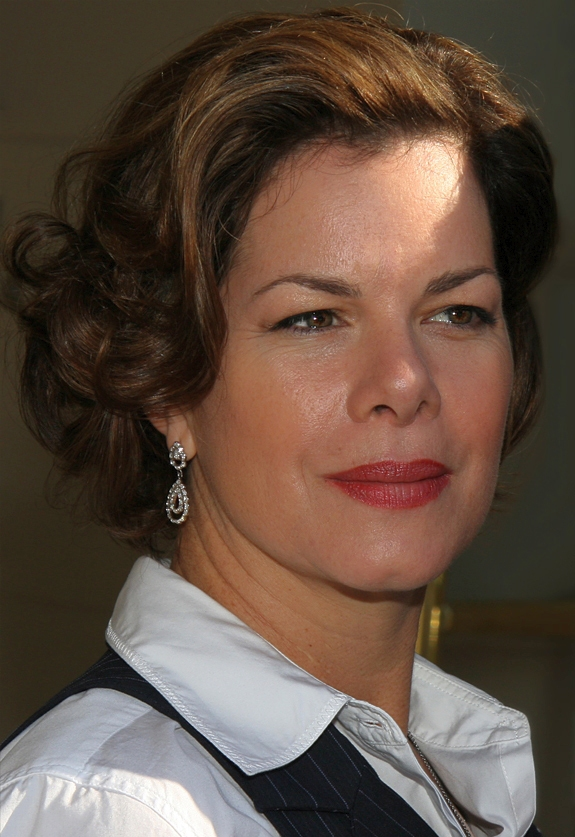
Marcia Gay Harden
Bästa kvinnliga biroll

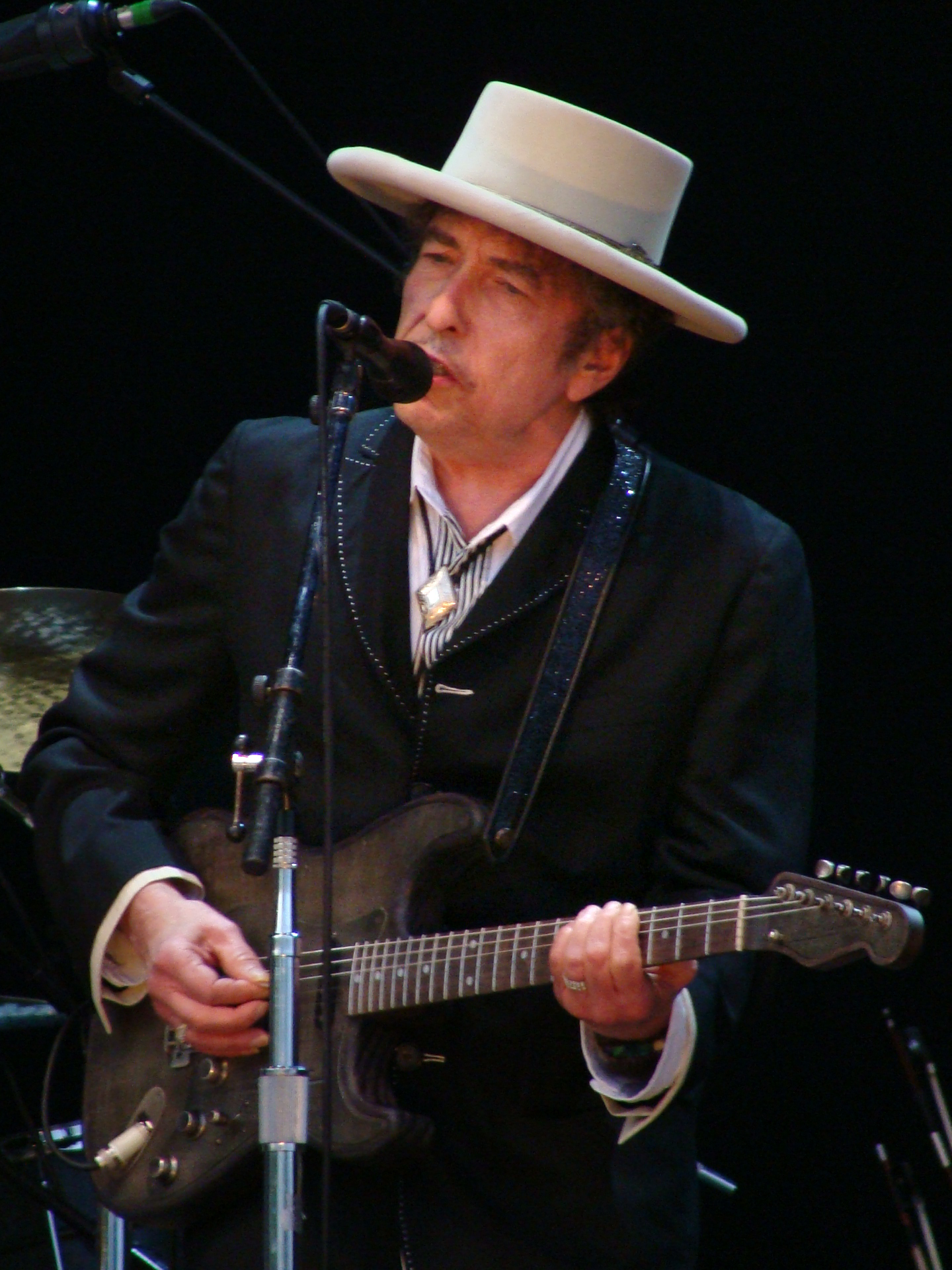
Bob Dylan
Bästa sång

| - Gladiator – Douglas Wick, David Franzoni och Branko Lustig - Chocolat – David Brown, Kit Golden och Leslie Holleran - Crouching Tiger, Hidden Dragon – William Kong, Li-Kong Hsu och Ang Lee - Erin Brockovich – Danny DeVito, Michael Shamberg och Stacey Sher - Traffic – Edward Zwick, Marshall Herskovitz och Laura Bickford | - Steven Soderbergh – Traffic - Stephen Daldry – Billy Elliot - Steven Soderbergh – Erin Brockovich - Ridley Scott – Gladiator - Ang Lee – Crouching Tiger, Hidden Dragon |
| Bästa manliga huvudroll | Bästa kvinnliga huvudroll |
| - Russell Crowe – Gladiator - Javier Bardem – Before Night Falls - Tom Hanks – Cast Away - Ed Harris – Pollock - Geoffrey Rush – Quills | - Julia Roberts – Erin Brockovich - Juliette Binoche – Chocolat - Joan Allen – The Contender - Ellen Burstyn – Requiem for a Dream - Laura Linney – You Can Count on Me |
| Bästa manliga biroll | Bästa kvinnliga biroll |
| - Benicio del Toro – Traffic - Jeff Bridges – The Contender - Albert Finney – Erin Brockovich - Joaquin Phoenix – Gladiator - Willem Dafoe – Shadow of the Vampire | - Marcia Gay Harden – Pollock - Kate Hudson – Almost Famous - Frances McDormand – Almost Famous - Julie Walters – Billy Elliot - Judi Dench – Chocolat |
| Bästa originalmanus | Bästa manus efter förlaga |
| - Almost Famous – Cameron Crowe - Billy Elliot – Lee Hall - Erin Brockovich – Susannah Grant - Gladiator – David Franzoni, John Logan och William Nicholson - You Can Count on Me – Kenneth Lonergan | - Traffic – Stephen Gaghan - Chocolat – Robert Nelson Jacobs - O Brother, Where Art Thou? – Ethan Coen och Joel Coen - Crouching Tiger, Hidden Dragon – Hui-Ling Wang, James Schamus och Kuo Jung Tsai - Wonder Boys – Steve Kloves |
| Bästa icke-engelskspråkiga film | |
| - Crouching Tiger, Hidden Dragon (Taiwan) - Divided We Fall (Tjeckien) - Amores Perros - Älskade hundar (Mexiko) - Everybody Famous! (Belgien) - I andras ögon (Frankrike) | |
| Bästa dokumentär | Bästa kortfilmsdokumentär |
| - Into the Arms of Strangers: Stories of the Kindertransport – Mark Jonathan Harris och Deborah Oppenheimer - Legacy – Tod Lending - Long Night's Journey into Day – Frances Reid och Deborah Hoffmann - Scottsboro: An American Tragedy – Barak Goodman och Daniel Anker - Sound and Fury – Josh Aronson och Roger Weisberg       | - Big Mama – Tracy Seretean - Curtain Call – Charles Braverman och Steve Kalafer - Dolphins – Greg MacGillivray och Alec Lorimore - The Man on Lincoln's Nose – Daniel Raim - On Tiptoe: Gentle Steps to Freedom – Eric Simonson och Leelai Demoz |
| Bästa kortfilm | Bästa animerade kortfilm |
| - Quiero ser (I want to be...) – Florian Gallenberger - By Courier – Peter Riegert och Ericka Frederick - One Day Crossing – Joan Stein och Christina Lazaridi - Seraglio – Gail Lerner och Colin Campbell - Uma História de Futebol – Paulo Machline                                                                              | - Father and Daughter – Michaël Dudok de Wit - The Periwig-Maker – Steffen Schäffler och Annette Schäffler - Rejected – Don Hertzfeldt |
| Bästa filmmusik | Bästa sång |
| - Crouching Tiger, Hidden Dragon – Dun Tan - Chocolat – Rachel Portman - Gladiator – Hans Zimmer - Malèna – Ennio Morricone - Patrioten – John Williams | - "Things Have Changed" från Wonder Boys – Musik och Text av Bob Dylan - "I've Seen It All" från Dancer in the Dark – Musik av Björk; Text av Lars von Trier och Sigurjón Birgir Sigurðsson - "My Funny Friend and Me" från Kejsarens nya stil – Musik av Sting; Text av Sting och Dave Hartley - "A Fool In Love" från Släkten är värst – Musik och Text av Randy Newman - "A Love Before Time" från Crouching Tiger, Hidden Dragon – Musik av Jorge Calandrelli och Dun Tan; Text av James Schamus |
| Bästa ljudredigering | Bästa ljud |
| - U-571 – Jon Johnson - Space Cowboys – Alan Robert Murray och Bub Asman | - Gladiator – Scott Millan, Bob Beemer och Ken Weston - Cast Away – Randy Thom, Tom Johnson, Dennis S. Sands och William B. Kaplan - Patrioten – Kevin O'Connell, Greg P. Russell och Lee Orloff - Den perfekta stormen – John T. Reitz, Gregg Rudloff, David E. Campbell och Keith A. Wester - U-571 – Steve Maslow, Gregg Landaker, Rick Kline och Ivan Sharrock |
| Bästa scenografi | Bästa foto |
| - Crouching Tiger, Hidden Dragon – Tim Yip - Grinchen – julen är stulen – Michael Corenblith och Merideth Boswell - Gladiator – Arthur Max och Crispian Sallis - Quills – Martin Childs och Jill Quertier - Vatel – Jean Rabasse och Françoise Benoît-Fresco                                                                       | - Crouching Tiger, Hidden Dragon – Peter Pau - Gladiator – John Mathieson - Malèna – Lajos Koltai - O Brother, Where Art Thou? – Roger Deakins - Patrioten – Caleb Deschanel |
| Bästa smink | Bästa kostym |
| - Grinchen – julen är stulen – Rick Baker och Gail Rowell-Ryan - The Cell – Michèle Burke och Edouard F. Henriques - Shadow of the Vampire – Ann Buchanan och Amber Sibley | - Gladiator – Janty Yates - 102 dalmatiner – Anthony Powell - Grinchen – julen är stulen – Rita Ryack - Quills – Jacqueline West - Crouching Tiger, Hidden Dragon – Tim Yip |
| Bästa klippning | Bästa specialeffekter |
| - Traffic – Stephen Mirrione - Almost Famous – Joe Hutshing och Saar Klein - Gladiator – Pietro Scalia - Crouching Tiger, Hidden Dragon – Tim Squyres - Wonder Boys – Dede Allen | - Gladiator – John Nelson, Neil Corbould, Tim Burke och Rob Harvey - Hollow Man – Scott E. Anderson, Craig Hayes, Scott Stokdyk och Stan Parks - Den perfekta stormen – Stefen Fangmeier, Habib Zargarpour, John Frazier och Walt Conti |

### Heders-Oscar
- Jack Cardiff
- Ernest Lehman

### Irving G. Thalberg Memorial Award
- Dino De Laurentiis

### Filmer med flera nomineringar
- 12 nomineringar: Gladiator
- 10 nomineringar: Crouching Tiger, Hidden Dragon
- 5 nomineringar: Chocolat, Erin Brockovich och Traffic
- 4 nomineringar: Almost Famous
- 3 nomineringar: Billy Elliot, Grinchen – julen är stulen, Patrioten, Quills och Wonder Boys
- 2 nomineringar: Cast Away, The Contender, Den perfekta stormen, Malèna, O Brother, Where Art Thou?, Pollock, Shadow of the Vampire, U-571 och You Can Count on Me

### Filmer med flera vinster
- 5 vinster: Gladiator
- 4 vinster: Crouching Tiger, Hidden Dragon och Traffic

### Sveriges bidrag
Sverige skickade in Sånger från andra våningen till galan som det svenska bidraget för priset i kategorin Bästa icke-engelskspråkiga film. Den blev inte nominerad.